# Allotransplantation
Bei einer Allotransplantation (von altgriechisch ἄλλος állos, deutsch ‚ein anderer‘) stammt das transplantierte Gewebe nicht vom Empfänger selbst, sondern von einem (außer bei eineiigen Zwillingen) genetisch nicht identischen Spender derselben Art. Das transplantierte Gewebe wird in solchen Fällen Allograft genannt.
Um eine schwerwiegende oder sogar tödliche Abstoßung des Fremdgewebes zu vermeiden, ist für die erfolgreiche allogene Transplantation die möglichst vollständige Übereinstimmung der vom Immunsystem erkannten Merkmale mit dem Empfängergewebe erforderlich. Dabei steigert eine Verwandtschaft zwischen Spender und Empfänger die Wahrscheinlichkeit der nötigen Ähnlichkeit. Bei eineiigen Zwillingen stimmen die Merkmale vollständig überein, daher kommt es bei ihnen auch zu keiner Abstoßungsreaktion.
Das Risiko einer Abstoßungsreaktion lässt sich heute durch zeitweise oder meist dauerhafte Gabe von Immunsuppressiva zum Teil abmildern oder sogar ganz verhindern.
Die vom Immunsystem zur Unterscheidung zwischen Eigen- und Fremdgewebe erkannten Merkmale werden nach ihrem ersten Nachweis an menschlichen weißen Blutkörperchen (engl.: Human Leukocyte Antigen) als HLA-Merkmale bezeichnet.
Beispiele:
- Herztransplantation
- Herzklappenersatz
- Stammzelltransplantation – z. B. bei Leukämie
- Lebertransplantation
- Nierentransplantation
- Knochentransplantation
- Lungentransplantation

Eine Sonderform unter den Allotransplantationen bildet die sogenannte Composite Tissue Allotransplantation (englisch für Verschiedene-Gewebe-Allotransplantation). Hierbei werden – anders als bei den meisten Organtransplantationen – verschiedene Gewebe auf einmal, z. B. in Form einer ganzen Hand, verpflanzt. Die Gewebe haben dabei unterschiedliche Immunogenitäten; trotzdem gelingt es meist, mittels Standardimmunsuppressionen eine Abstoßung des transplantierten Körperteils zu verhindern.